# Corda máxima

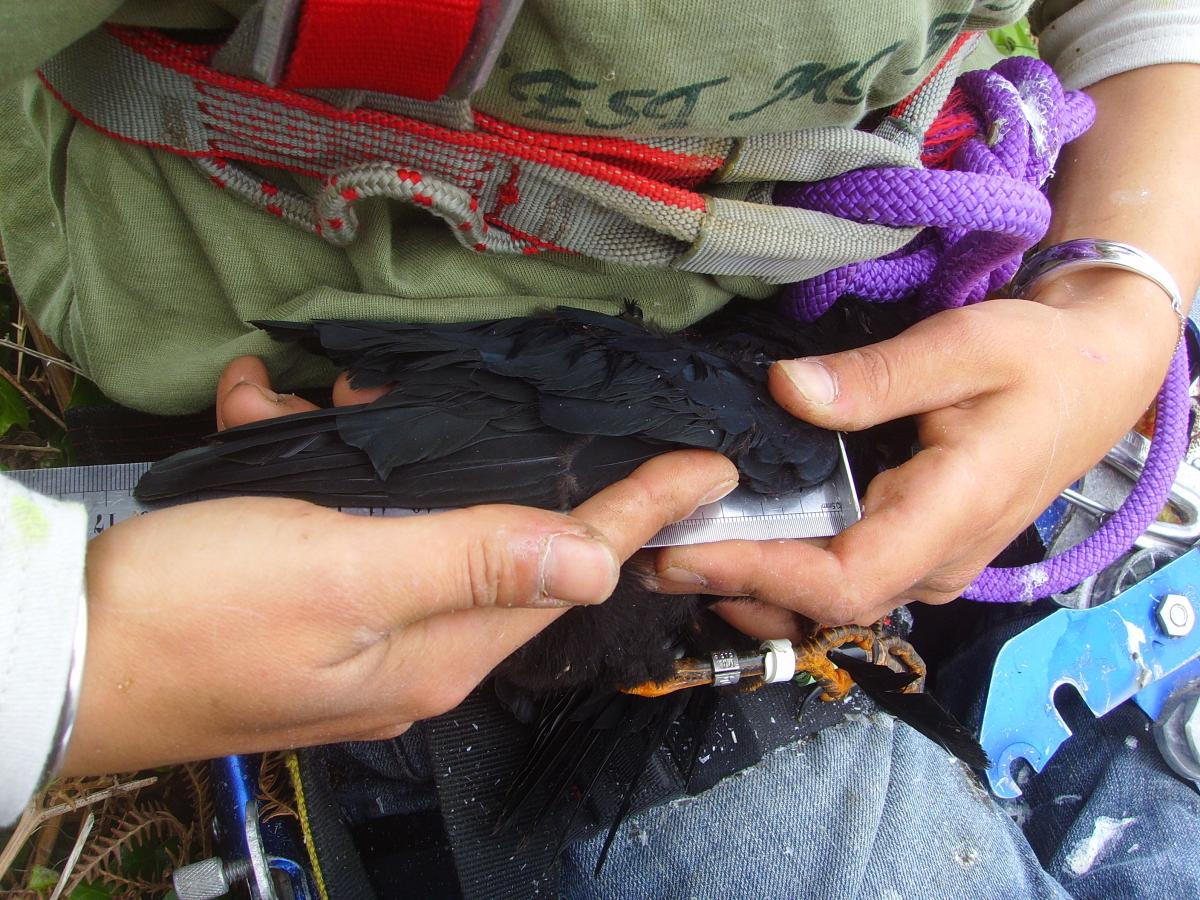
Medição da corda máxima de uma gralha-de-bico-vermelho durante sua anillhagem.

A corda máxima é a medida anatômica padrão da asa de uma ave. A medida é tomada com a asa dobrada em um ângulo de 90 graus, desde o ponto mais proeminente da articulação do pulso até o ponto mais proeminente da pena primária mais longa.  
É aceita como uma medida padrão, por ser mais exata, isto é, menos sujeita a erros de medida e portanto mais reproduzível, do que a medição da envergadura alar. A corda máxima é usada no estudo das aves e serve para diferenciar as espécies, subespécies, os sexos e também para conhecer mais sobre o seu desenvolvimento.